# Barkeria
Barkeria es un género con unas 15 especies de orquídeas epífitas de la subtribu Laeliinae,  familia (Orchidaceae). Se encuentran por México, Guatemala, Costa Rica (dos especies) y Panamá (una especie).

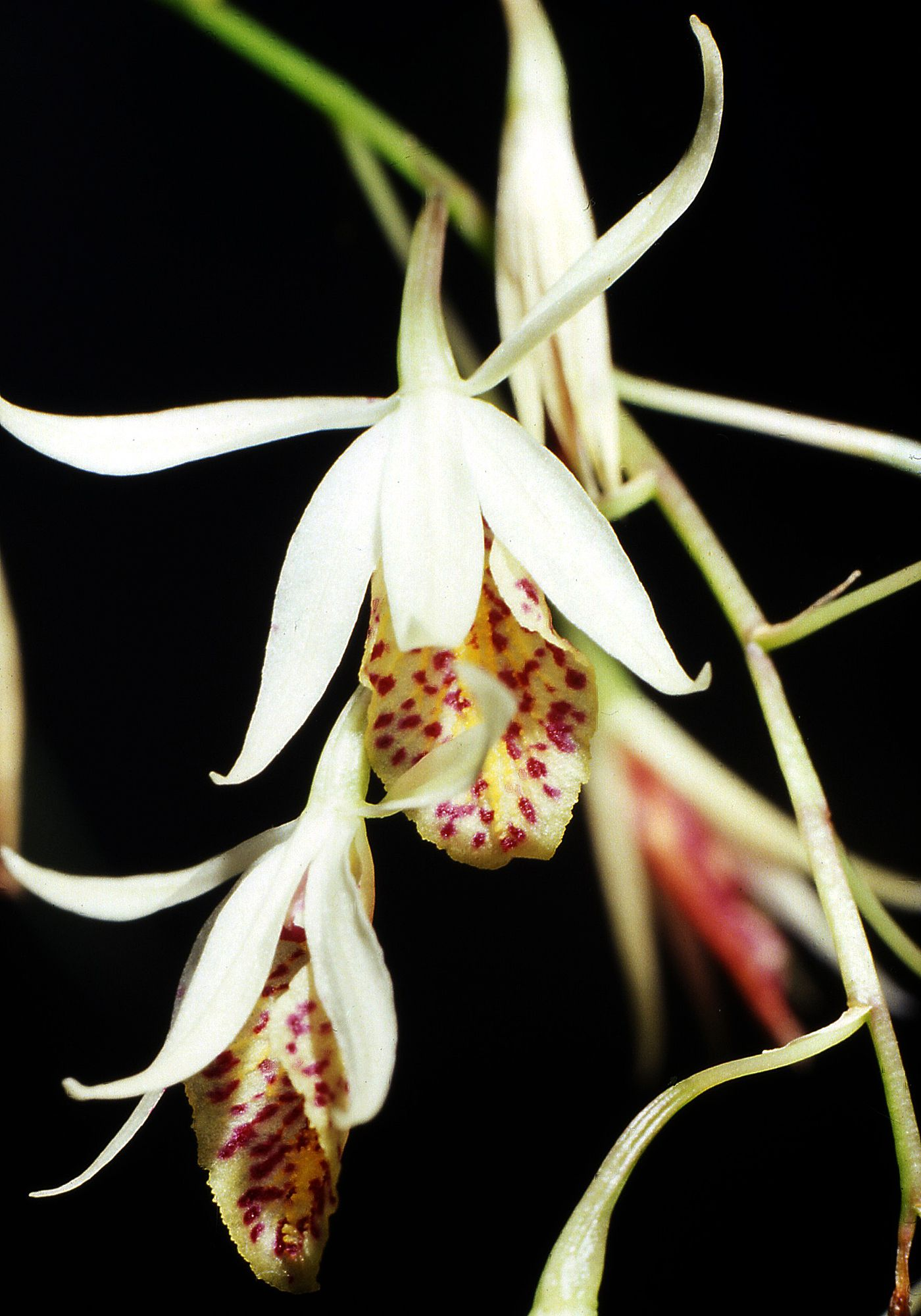
Barkeria obovata

## Descripción
Muchas aunque no todas las especies del género estuvieron anteriormente dentro del género  Epidendrum.
Estas plantas se caracterizan por tener raíces gruesas y tallos parecidos a cañas, frecuentemente ramificadas desde una posición intermedia más que desde la base. El tallo lo cubre unas brácteas correosas. Las hojas son alternas, lineares, articuladas, caducas y lanceoladas ú ovodas amplias.
La inflorescencia es en racimo y puede tener una longitud de 30 cm y llevar numerosas flores, las cuales son rosas, púrpuras o blancas.
La mayoría son epífitas aunque hay alguna litófita. Tienen alianza con  Barkeria y Epidendrum.

## Distribución y hábitat
Las especies de este género son epífitas y  alguna litófita. Se encuentran  distribuidas alturas intermedias por México, Guatemala, Costa Rica (dos especies) y Panamá (una especie). Necesitan condiciones de calor y fresco y para su desarrollo un descanso con bastante luz en invierno cuando se le caen las hojas. El riego se debe de espaciar hasta que vuelve el nuevo crecimiento en primavera.

## Cultivo
Los miembros de este género se crían fácilmente en cultivo y son resistentes a las sequías. El cultivo de cada especie requiere unas condiciones específicas que corresponden con las de su hábitat natural. Muchas de ellas se pueden situar en placas, por lo que sus raíces pueden recibir corrientes de aire y aguantar ciclos de humedad o sequía.
Las especies de Barkeria se hibridan fácilmente con especies dentro del género y con otros géneros próximos, tal como Cattleya (x Laeliocattleya, más de 2,000 especies), Brassavola,  Bletia, Laelia,  Rhyncholaelia, y  Sophronitis. La mayoría de las orquídeas híbridas pertenecen a esta categoría p.e. x Sophrolaeliocattleya, x Brassolaeliocattleya y un gran número de otras variaciones.

## Taxonomía
El género fue descrito por Knowles y Wetc. y publicado en Floral Cabinet 2: 7–8. 1838.
Etimología
El género Barkeria (abreviado Bark.), fue nombrado en honor de  George Barker, horticultor británico y reconocido orquideólogo que murió en 1845. Él fue el primero en importar y cultivar las especies del género Barkeria.

## Especies
- Barkeria barkeriola  Rchb.f. (1884)
- Barkeria dorotheae  Halb. (1976)
- Barkeria fritz-halbingeriana  Soto Arenas (1993)
- Barkeria lindleyana  Bateman ex Lindl. (1842)
- Barkeria melanocaulon  A.Rich. & Galeotti (1845)
- Barkeria naevosa  (Lindl.) Schltr. (1923)
- Barkeria obovata  (C.Presl) Christenson  1989)
- Barkeria palmeri  (Rolfe) Schltr. (1918)
- Barkeria scandens  (Lex.) Dressler & Halb. (1977)
- Barkeria shoemakeri  Halb. (1974)
- Barkeria skinneri  (Bateman ex Lindl.) Paxton (1849)
- Barkeria spectabilis  Bateman ex Lindl. (1842)
- Barkeria strophinx  (Rchb.f.) Halb. (1977)
- Barkeria uniflora  (Lex.) Dressler & Halb. (1977) - especie tipo -
- Barkeria whartoniana  (C.Schweinf.) Soto Arenas (1993)

## Híbridos Intergenéricos
- Bardendrum : Bard (Barkeria × Epidendrum)
- Brassokeria : Brsk (Barkeria × Brassavola)
- Diakeria : Dkra (Barkeria × Diacrium)
- Epibarkiella : Epbkl (Barkeria × Epidendrum × Nageliella)
- Hummelara : Humm (Barkeria × Brassavola × Epidendrum)
- Laeliocattkeria : Lcka (Barkeria × Cattleya × Laelia)
- Laeliokeria : Lkra (Barkeria × Laelia)
- Leptokeria : Lptka (Barkeria × Leptotes)
- Matsudaara : Msda (Barkeria × Cattleya × Laelia × Sophronitis)
- Turnbowara : Tbwa (Barkeria × Broughtonia × Cattleya)
- Tetrakeria : Ttka (Barkeria × Tetramicra)